# Jevgeni Misjakov
Jevgeni Dmitrijevitsj Misjakov (Russisch: Евгений Дмитриевич Мишаков) (Moskou, 22 februari 1941 - aldaar, 30 mei 2007) was een Sovjet-Russisch ijshockeyer. 
Misjakov won tijdens de Olympische Winterspelen 1968 en Olympische Winterspelen 1972 de gouden medaille, de editie van 1968 gold ook als wereldkampioenschap.
Misjakov werd tussen 1968 en 1971 viermaal wereldkampioen.